# Live in Pula (Parni valjak)
Live in Pula šesti je koncertni album Parnog valjka. Diskografska kuća Croatia Records objavila ga je 20. listopada 2017. Snimljen je 12. kolovoza 2016. na koncertu u pulskoj Areni, a sadrži audiosnimke i videosnimke izvedenih pjesama. Valjak je koncertom u Puli krenuo na turneju “2-u-1: akustika + elektrika”, koja je tijekom 2016. i 2017. obuhvatila cijelu regiju i završila u rasprodanoj zagrebačkoj Areni 1. prosinca 2017.
Riječ je o dvodijelnom koncertu tijekom kojeg je sastav u akustičnim i električnim aranžmanima svirao pjesme iz cijele karijere, a uz članove skupine svirali su i gostujući gudački kvartet Cordas, perkusionist Mladen Ilić i saksofonist Igor Geržina. Sadrži ukupno 29 pjesama s pulskog koncerta i 6 bonus snimki, uključujući snimke s koncerata u zagrebačkom Domu sportova 2015.; objavljen je na dvama CD-ovima i Blu-rayu – to je ujedno prvo izdanje grupe na Blu-rayu i jedno od prvih hrvatskih izdanja u tom formatu općenito. Režiju i montažu videa potpisuje Marko Zeljković Zelja.
Na jubilarnom 25. Porinu album je osvojio dvije nagrade: Porin za najbolji koncertni album i Porin za najbolju produkciju, koje su preuzeli producenti Marijan Brkić Brk i Nenad Zubak.

## Popis pjesama

### CD 1 - Akustika
1. Stvarno nestvarno (s albuma Stvarno nestvarno) (3:29)
2. Ivana (s albuma Buđenje) (4:01)
3. Moja je pjesma lagana (s albuma Sjaj u očima) (4:01)
4. Neda (s albuma Vruće igre) (3:10)
5. 700 milja (od kuće) (s albuma Gradske priče) (4:01)
6. Zastave (s albuma Zastave) (4:05)
7. Povratak ratnika (s albuma Buđenje) (4:57)
8. Vrijeme ljubavi (s albuma Lovci snova) (4:09)
9. Kada me dotakne (s albuma Anđeli se dosađuju?) (4:22)
10. Uhvati ritam (s albuma Uhvati ritam) (4:33)
11. Ljubavna (s albuma Buđenje) (3:47)
12. U prolazu (s albuma Lovci snova) (5:02)
13. Stranica dnevnika (s albuma Gradske priče) (1:42)
14. Malena (s albuma Pokreni se!) (4:58)

### CD 2 - Elektrika
1. Gledam je dok spava (s albuma Pokreni se!) (7:04)
2. Mijenjam se (s albuma Zastave) (5:01)
3. Prolazi sve, zar ne? (s albuma Vrijeme) (3:28)
4. Pariz (s albuma Lovci snova) (6:28)
5. Dođi (s albuma Buđenje) (5:27)
6. ...a gdje je ljubav? (s albuma Samo snovi teku uzvodno) (5:41)
7. Sunčanom stranom (s albuma Pretežno sunčano?) (4:05)
8. Samo ti (Norma Belle) (s albuma Vrijeme) (4:39)
9. Samo da znaš (s albuma Nema predaje) (6:21)
10. Lutka za bal (s albuma Glavom kroz zid) (5:06)
11. Ugasi me (s albuma Pokreni se!) (3:16)
12. Za malo nježnosti (s albuma Vrijeme) (5:55)
13. Jesen u meni (s albuma Anđeli se dosađuju?) (4:40)
14. Prokleta nedjelja (što je iza oblaka) (s albuma Sjaj u očima) (7:14)
15. Sve još miriše na nju (s albuma Buđenje) (5:26)

### Blue Ray - Bonus
1. Javi se (akustik) (s albuma Vruće igre)
2. Jesen u meni (akustik) (s albuma Anđeli se dosađuju?)
3. U ljubav vjerujem (akustik) (s albuma Zastave)
4. Zastave (elektrik) (s albuma Zastave)
5. Molitva (elektrik) (s albuma Buđenje)
6. Opet se smijem (video spot) (s albuma Vrijeme)

## Izvođači
- vokal - Aki Rahimovski
- gitare, vokal - Marijan Brkić Brk
- klavijature, Hammond - Berislav Blažević Bero
- bas gitara, vokal - Zorislav Preksavec Preksi
- bubnjevi - Darko Marinković
- gitare, vokal - Husein Hasanefendić Hus

- back vokali - Kristina Kresnik, Ana Kabalin
- gosti - Cordas kvartet (Tamara Petir, Minja Vujović, Marta Bergovec, Matej Milošev), Igor Geržina (sax) i Mladen Ilić (perkusije)

## Vanjske poveznice
- Live in Pula na službenoj stranici sastava
- Live in Pula na stranici Discogs.com